# Atentado en Corinto de 2021
El atentado de Corinto ocurrió en Corinto, Cauca, el 26 de marzo de 2021. En el ataque se utilizó un carro bomba que estalló en la zona comercial del municipio. Entre las víctimas de contaron varios funcionarios públicos de la alcaldía.
Este atentado fue reivindicado por el grupo guerrillero Disidencias de las FARC-EP en el frente Columna Móvil Dagoberto Ramos.

## Atentado
A las 15:30 horas del 26 de marzo, dejaron un vehículo Kia Sportage que contenía pentolita cerca de la alcaldía. La detonación del vehículo dejó a 43 personas heridas: 20 leves, 17 por aturdimiento y 6 de consideración, Fueron traslados a los hospitales de Corinto, Santander de Quilichao y Cali.
El vehículo que fue utilizado para el atentado figuraba como robado el 24 de septiembre de 2020 y era propiedad de un funcionario público de la alcaldía de Cali. Hubo daños estructurales en locales comerciales y residenciasen zonas aledañas a la explosión.

## Consecuencias
El ministro de Defensa Diego Molano Aponte culpó ,en un consejo de seguridad, a la fracción disidente Columna Móvil Dagoberto Ramos de las Disidencias de las FARC-EP y a sus líderes Cejas y David que operaban en la zona del departamento de Cauca. Así mismo se ofreció una recompensa de COP $200.000.000 para dar con el paradero de los perpetradores. El presidente Iván Duque Márquez rechazó y lamento el atentado.